# Simor János (püspök)

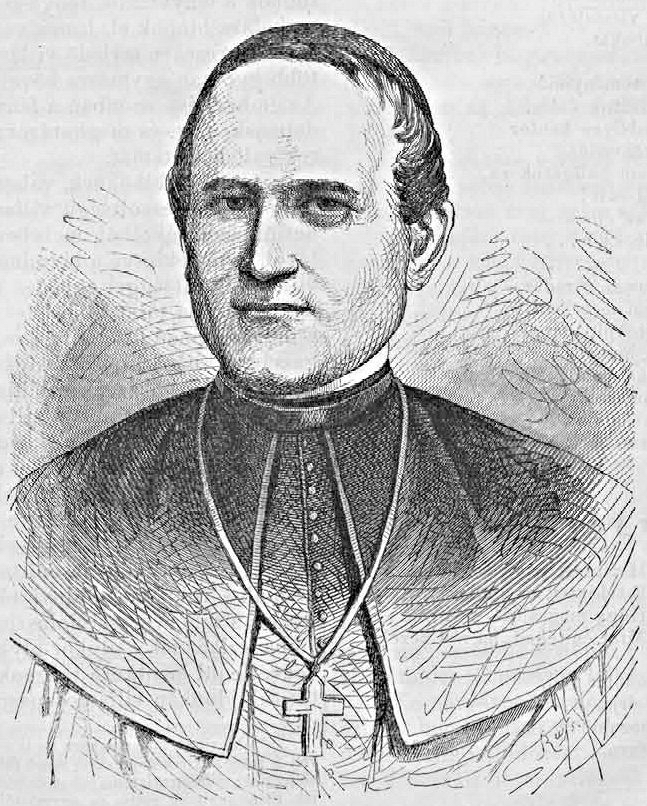
1862-ben készült metszet

Simor János (Székesfehérvár, 1813. augusztus 23. –‎ Esztergom, 1891. január 23.) székesfehérvári kanonok, később győri püspök, majd bíboros, esztergomi érsek.

## Élete

### Tanulmányai
Apja, Simor Antal jómódú cipészmester, komoly, rendszerető és szigorú családfő volt. Édesanyja nemes Fejes Terézia (1783–1870). Elemi iskoláit és a gimnázium négy alsó osztályát szülővárosában végezte; felsőbb osztályokba, és német nyelvtanulás céljából Budára vitték szülei. 1828. szeptember 17-én Rudnay Sándor prímás a pozsonyi Emericanumba küldte, ahol két évet töltött. Filozófiai tanulmányait 1831–32-ben Nagyszombatban, a teológiai képzést pedig Bécsben, a Pázmáneumban végezte.

### Lelkipásztorként és professzorként
1836. október 28-án szentelte pappá Ürményi Péter püspök. Káplánként első lelkipásztori állomáshelye Terézváros lett. Jó szónoki adottságai miatt 1839. szeptember 22-én kinevezték egyetemi hittanárrá és szónokká. 1840. július 31-én a Pázmáneumba kapott tanulmányi felügyelői kinevezést. 1841. december 28-án lett a teológia doktora.
1842. július 14-én plébánosi kinevezést kapott Bajnára. Innen Kopácsy József esztergomi érsek 1846. július 20-án az esztergomi papnevelő intézetbe küldte tanárnak, ahol a tanulmányaikat már befejezett növendékeknek tartott előadásokat.
1847-ben érseki helynök, később a hercegprímás titkára lett. 1850 januárjában meghívást kapott a bécsi Hippói Szent Ágostonról nevezett intézetbe, ahol egyházjoggal és történelemmel foglalkozott. Ekkor lett udvari káplán is.
1851-ben a birodalmi kormány oktatásügyi minisztériumának osztálytanácsosává nevezte ki. Alig foglalta el ezt az állását, pár hónap múlva székesfehérvári kanonokká és nemsokára széplaki apáttá nevezték ki. 1854-ben miniszteri tanácsossá léptették elő. Ebben a minőségben nagyobb utazást tett Német- és Olaszországban.

### Győri püspökként
1857. február 20-án elnyerte a megüresedett győri püspöki széket. Esztergomban szentelték püspökké, 1857. június 29-én, Szent Péter és Pál főapostolok ünnepén. Többször körbeutazta egyházmegyéjét, szigorú ellenőrzés alá vette papjainak működését, az iskolaügyet mintaszerűvé tette. Életre keltette a győri kisszemináriumot, a Páli Szent Vincéről nevezett Szatmári Irgalmas Nővéreknek zárdát, óvodát, kórházat, Sopronban leánynevelő intézetet létesített. Földeket vásárolva megteremtette az egyházmegyei nyugdíjalapot. Működését a császár 1865-ben belső titkos tanácsosi méltósággal tüntette ki.

### Esztergomi érsekként

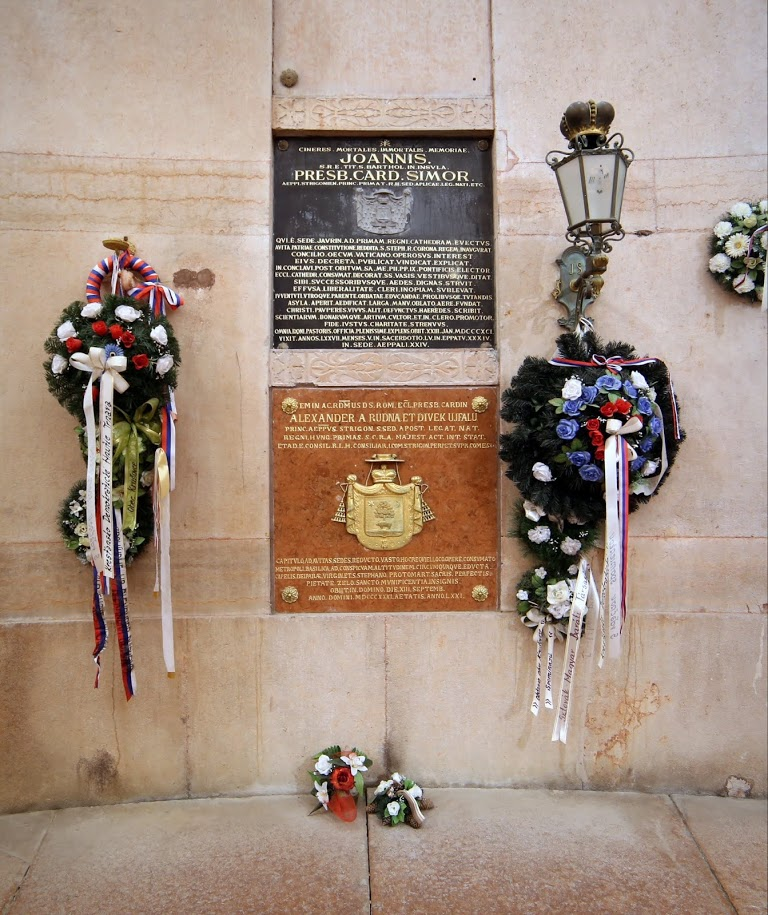
Simor János hercegprímás sírköve az esztergomi bazilika altemplomában

Scitovszky János esztergomi érsek halála után rövid három hónap múlva, 1867. január 20-án Simort nevezték ki hercegprímássá. Ünnepélyes székfoglalását május 16-án tartotta. Nem sokkal később, a kiegyezés után 1867. június 8-án már ő koronázta Ferenc Józsefet magyar királlyá. Közvetlen a koronázás előtt két nappal a Magyar Királyi Szent István-rend nagykeresztjével tüntették ki.
1873. december 22-én IX. Piusz pápa bíborossá nevezte ki. Bíborosi címtemploma a római San Bartolomeo all'Isola-bazilika volt. Az 1878-as konklávén Simor Gioacchino Peccit, a későbbi XIII. Leó pápát támogatta.
Az 1886 októberében tartott aranymiséje országos ünnepély volt. Október 30-án Ferenc József király is eljött Esztergomba, hogy a bíborost személyesen üdvözölje.

## Munkássága

### A művészet mecénása

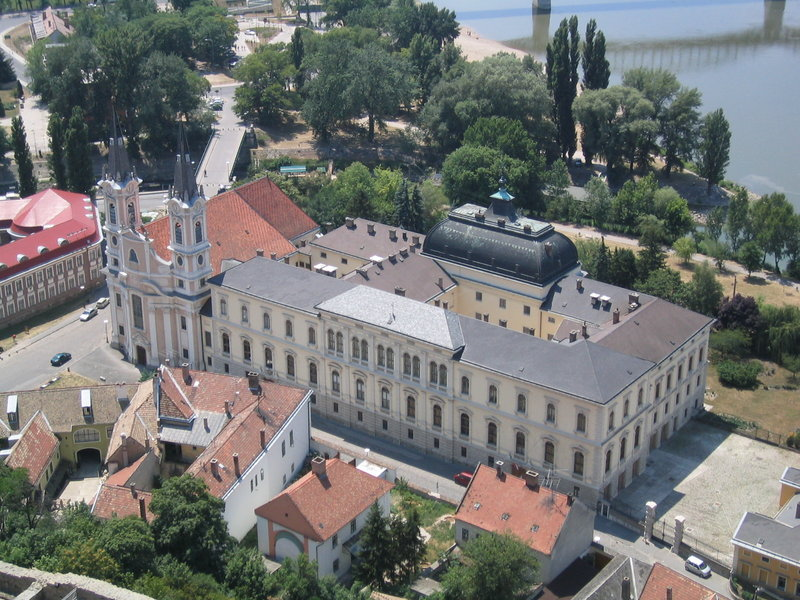
A prímási palota a bazilika kupolájáról

A művészet pártolójaként nagy összegeket áldozott a templomokra. Emléket állított Szondy Györgynek, Hunyadi Jánosnak, Pázmány Péternek. Ő állította fel az első üvegfestészeti műtermet, monumentális irodalmi művek kiadását tette lehetővé, igen drága műkincsekkel gazdagította a templomok kincstárait. Az új prímási palotában könyvtárat, képtárat és múzeumot létesített. Az esztergomi Keresztény Múzeum 1875. október 12-én nyitotta meg kapuit a nagyközönség számára a Főszékesegyházi Könyvtár épületében, amely így az ország harmadikként létrehozott, nyilvános múzeumává vált.

### Karitatív tevékenysége
Saját költéségén árvaházakat, kórházakat alapított, a szegények megsegítésére sokat költött. Szívügye volt az iskolák támogatása is. Az iskolákban dolgozók számára létrehozta a tanítók segélyalapját. Fontosnak tartotta a nők nevelésének ügyét is. A nagy kiterjedésű prímási birtokokat saját maga kezelte, azoknak gazdaságát mintaszerűvé tette. Gazdatisztjei számára pedig új nyugdíjszabályzatot alkotott.

### Irodalmi munkássága
Fiatalabb korában többször írt külföldi tudományos folyóiratokba, főpásztor korában pedig pásztorlevelet adott ki papsága és hívei számára. Ezek összegyűjtve megjelentek Epistolae pastorales (Esztergom, 1882) címen. Egyházi beszédeit csak halála után adták ki (Esztergom, 1892).

## Művei
- A főméltóságú herczeg-primásnak három irata és függelékül b. Eötvös József vallás- és közoktatásügyi miniszter ur ... levele a herczeg-primáshoz; Szt. István-Társulat, Pest, 1867
- Főméltóságu és főtisztelendő Simor János esztergami érsek és Magyarország herceg-primásának főpásztori körlevele 1871-ik évi Kisasszonyhava 8-áról, a római pápa tévmentessége ősi hagyományainak tanubizonyságairól Magyarországban. Melléklet a "Magyar Állam"-hoz; Magyar Állam, Pest, 1871
- A római pápa tanítói hivatalának csalatkozhatlansága. Simor János eszteromi érsek főpásztori körlevele 1871-ik évi Karácsonyhava 18-áról; Hunyadi Mátyás Intézet, Pest, 1872
- A vatikáni zsinat magyarázata. Főméltóságu és főtisztelendő Simor János esztergomi érsek és Magyarország herczeg-primásának főpásztori körlevele 1872-ik évi Kisasszonyhava 15-éről. A zsinati körlevelek harmadik füzete; Horák Egyed Ny., Esztergom, 1873
- Simor János a Szent István-Társulat nagygyűlésén mondott megnyitó beszédei; Szt. István Társulat, Bp., 1886
- Simor János római útinaplója 1874; bev., ford. Haiczl Kálmán; Stephaneum Ny., Bp., 1944

## Simor János által alapított intézmények
- Érseki Simor Könyvtár
- Keresztény Múzeum
- Simor Kórház
- Prímási árvaház
- Prímási palota (Esztergom)